# Хон Сун Ён
Хон Сун Ён (кор. 홍순영; 30 января 1937 — 30 апреля 2014, Чечхон, Южная Корея) — южнокорейский дипломат и государственный деятель, министр иностранных дел Республики Корее (1998—2000).

## Биография
В 1961 г, окончил Сеульский национальный университет с присуждением степени бакалавра государственного управления, в 1971 г. — Высшую школу международных отношений Колумбийского университета (США).
- 1974—1976 гг. — директор департамента Северной Америки,
- 1981—1983 гг. — директор департамента Африки МИД Южной Кореи,
- 1983—1984 гг. — помощник президента по политическим вопросам,
- 1984—1987 гг. — посол в Пакистане,
- 1987—1989 гг. — второй секретарь Министерства иностранных дел,
- 1990—1992 гг. — посол в Малайзии,
- 1992—1993 гг. — посол в Российской Федерации,
- 1993—1995 гг. — заместитель министра иностранных дел,
- 1995—1998 гг. — посол в ФРГ,
- 1998—2000 гг. — министр иностранных дел и торговли Южной Кореи,
- 2000—2001 гг. — посол в КНР,
- 2001—2002: гг. — министр по делам объединения.

С 2004 г. профессор кафедры Университета Мёнджи.